# 영양중학교 입암분교
영양중학교 입암분교(英陽中學校 立岩分校)는 경상북도 영양군 입암면 산해리에 있었던 공립 중학교이다.

## 학교 연혁
- 1963년 6월 28일 : 입암고등공민학교 개교
- 1967년 11월 7일 : 영양중 입암분교 설립인가 (3학급)
- 1971년 1월 25일 : 입암중학교 설립인가 (9학급)
- 1971년 2월 9일 : 초대 박민수 교장 취임
- 1971년 3월 29일 : 개교식
- 1972년 1월 21일 : 제1회 졸업식
- 2009년 8월 28일 : 강당, 반딧불이교실 및 관리실 리모델링 공사 완공
- 2017년 2월 10일 : 제46회 졸업식(졸업생 5명, 총계 4,985명)
- 2017년 3월 1일 : 영양중학교 입암분교장 개편
- 2019년 2월 28일 : 48년만에 폐교[1]

## 참고 자료
- 영양중학교 입암분교 - 한국교육학술정보원 학교알리미